# Lago Inawashiro
El lago Inawashiro (en japonés: 猪苗代湖), conocido también como Espejo Celestial por sus aguas cristalinas, es el cuarto lago más grande de Japón, localizado en el centro de la prefectura de Fukushima, cerca de Bandai-san.
- Datos: Q1140672
- Multimedia: Lake Inawashiro / Q1140672